# Johnson (Oklahoma)
Johnson es un pueblo ubicado en el condado de Pottawatomie en el estado estadounidense de Oklahoma. En el año 2010 tenía una población de 247 habitantes y una densidad poblacional de 24,22 personas por km².

## Geografía
Johnson se encuentra ubicado en las coordenadas 35°25′4″N 96°49′59″O / 35.41778, -96.83306 (35.417703, -96.832953).

## Demografía
Según la Oficina del Censo en 2000 los ingresos medios por hogar en la localidad eran de $29,464 y los ingresos medios por familia eran $30,893. Los hombres tenían unos ingresos medios de $29,844 frente a los $25,417 para las mujeres. La renta per cápita para la localidad era de $15,305. Alrededor del 9.2% de la población estaban por debajo del umbral de pobreza.